# Sarah Paulson
Sarah Catharine Paulson (Tampa, Florida, 1974. december 17. –) Primetime Emmy-, és Golden Globe-díjas amerikai színésznő.
Az 1990-es években kezdte meg színészi pályáját. Olyan televíziós sorozatokban szerepelt, mint az American Gothic (1995-1996) vagy a Jack & Jill (1999-2001). Később szerepelt vígjátékokban is, mint a Mi kell a nőnek? (2000) vagy a Pokolba a szerelemmel (2003), valamint olyan drámákból ismert, mint a Háború a háborúról (2002) és Az első szexikon (2005). 2006 és 2007 között az NBC csatorna A színfalak mögött című sorozatában játszotta Harriet Hayes karakterét, amiért Golden Globe-díjra is jelölték. 2008-ban a Spirit - A sikító város című filmben kapott szerepet.
Az HBO Versenyben az elnökségért (2012) című produkciójában játszott Nicolle Wallace alakításáért Emmy-, és Golden Globe-jelölést is kiérdemelt. 2011-től kezdve az FX csatorna antológia sorozatában, az Amerikai Horror Storyban látható állandó főszereplőként. A sorozat antológia jellege miatt Paulson minden évadban más és más karaktereket játszik. Eddigi munkásságáért a horror-dráma sorozatban három Emmy-jelölést kapott, valamint a Critics' Choice Televison Awards gálán két díjat is átvehetett. 2013-ban szerepelt a többszörös Oscar-díjas 12 év rabszolgaság című drámában. Alakításáért sok kritikus dicséretét kiérdemelte. Továbbá Abby Gerhardként feltűnt a 2015-ös Carol című romantikus drámában. 2016-ban főszerepet kapott az American Crime Story című antológia sorozat első évadában, amely Az O. J. Simpson-ügy alcímen futott. Marcia Clark alakításáért Emmy-, és Golden Globe-díjakkal jutalmazták.
2017-ben a Time magazin az év 100 legbefolyásosabb személye közé sorolta Paulsont.

## Családi háttere
Paulson 1974. december 17-én született a Florida állambeli Tampa városában Catharine Gordon és Douglas Lyle Paulson II gyermekeként. Egészen ötéves koráig a nagyváros déli részén élt, ekkor azonban szülei elváltak. Ezek után sok időt töltött Maine államban, majd édesanyjával New Yorkba költöztek. A város Queens kerületében laktak, majd Brooklynba költöztek. Nyarait édesapjával töltötte Floridában. Iskoláit Manhattanben végezte el.

## Pályafutása
Paulson, amint befejezte középiskolai tanulmányait, belevetette magát a színészet világába. Szerepet kapott Horton Foote Talking Pictures című darabjában, melyet a New York-i Signature Theatre-ben játszott, valamint 1994-ben egy epizód erejéig feltűnt az Esküdt ellenségek című televíziós sorozatban. Később feltűnt a Friends at Last című 1995-ös tévéfilmben. Az 1995 és 1996 között futott American Gothic című sorozatban Merlyn Temple-t játszotta, majd Elisa Cronkite karakterében tűnt fel a The WB csatorna Jack & Jill című sorozatában.

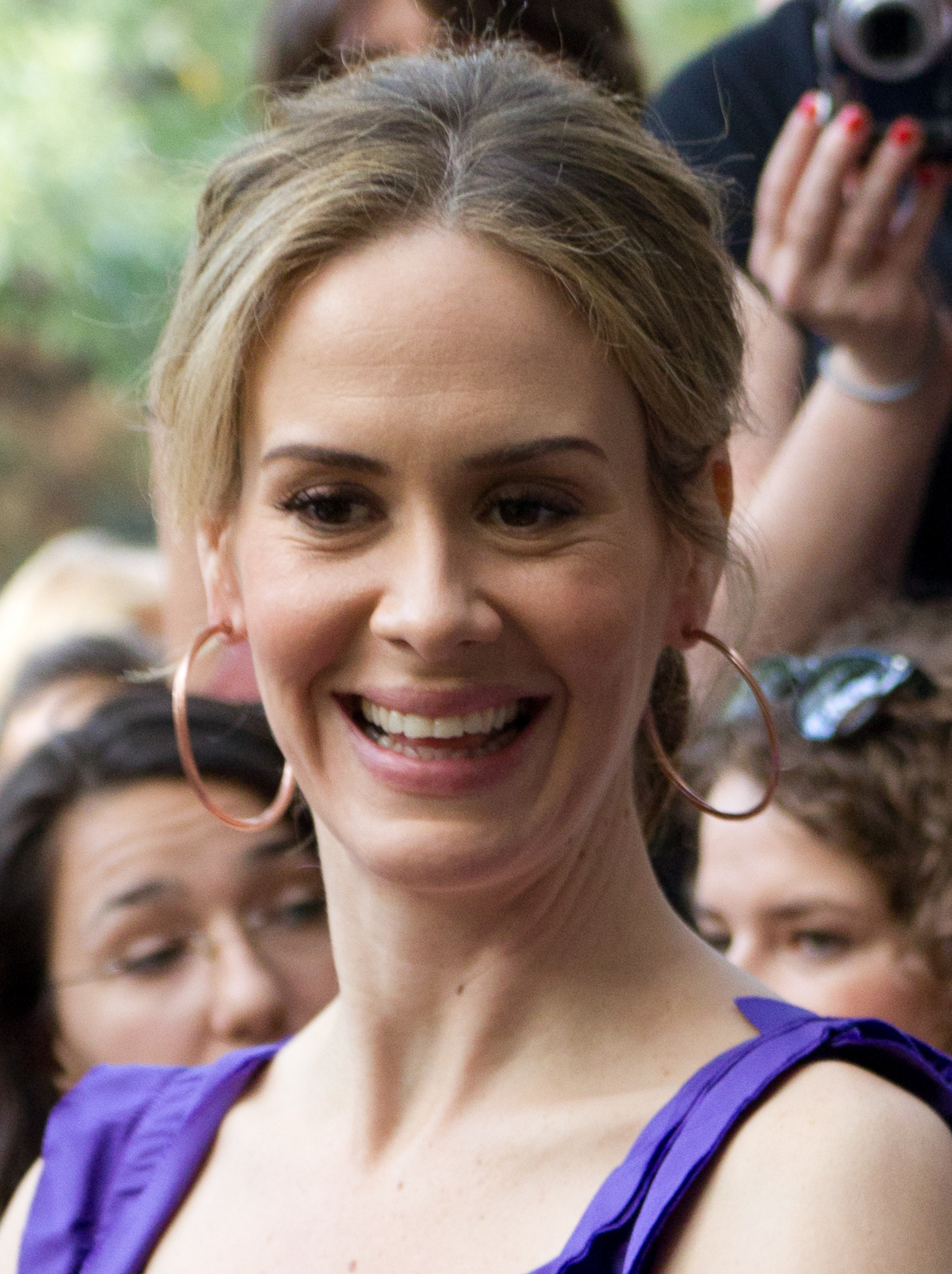
Sarah Paulson 2011-ben a Torontói Nemzetközi Filmfesztiválon

 Kisebb szerepet kapott az HBO Deadwood című sorozatában, valamint az FX csatorna Kés/Alatt című produkciójában. 2002-ben főszereplőként feltűnt az NBC csatorna rövid életű Leap of Faith című sorozatában. 2004-ben egy kisebb mellékszerepet vállalt az ABC csatorna néhány epizódot megélt The D.A. című sorozatában. A 2000-es évek környékén több filmben is kapott szerepet, úgy mint a Mi kell a nőnek?, a Pokolba a szerelemmel, a Carla új élete, a Levitation és a Serenity. 2006 és 2007 között Harriet Hayes-t alakította az NBC csatorna A színfalak mögött című sorozatában. Teljesítményéért 2007-ben megkapta első Golden Globe-jelölését „a legjobb női mellékszereplő sorozatban, minisorozatban vagy tévéfilmben” kategóriában. 2008 decemberében Ellen Dolan-t játszotta a Will Eisner The Spirit című könyvéből készült Spirit - A sikító város című filmben.
2008. augusztus 25-én az ABC berendelte A szerelem nyilasa című új sorozat pilotepizódját. A sorozat az 1998-as Ámor nyila című sorozat remake-je volt, melynek főszerepeit Jeremy Piven és Paula Marshall játszotta. A szerelem nyilasa 2009 márciusában került a tévéképernyőkre az ABC csatornán, azonban néhány epizód után, május 19-én a sorozatot elkaszálták. 2010 februárjában Dr. Ellis Grey szerepében feltűnt A Grace klinika című sorozatban. 2012-ben Nicole Wallace karakterében szerepelt az HBO Versenyben az elnökségért című tévéfilmjében, amely a 2008-as amerikai elnökválasztást mutatta be.

2011-ben három epizód erejéig feltűnt az FX csatorna Amerikai Horror Story című antológia sorozatának első, A gyilkos ház alcímen futott évadában, ahol a médium Billie Dean Howardot alakította. 2012-ben már főszereplőként tért vissza a sorozat második, Zártosztály című évadában, ahol az elmegyógyintézetbe zárt írót, Lana Winters-t játszotta. A Boszorkányok című harmadik évadban Cordelina Foxx-ot alakította, egy boszorkányt, aki fiatal boszorkányok számára működtet egy akadémiát. A sorozat negyedik évadában, amely a Rémségek cirkusza alcímen futott 2014 és 2015 között Bette és Dot Tattler sziámi ikerpárt alakította. A Hotel című ötödik évadban a drogfüggő Sally-t játszotta. Az évad utolsó részében ismét feltűnt első évadbeli karakterével, Billie Dean Howard-dal. A hatodik, Roanoke alcímű évadban szintén főszerepet kapott, ahol a színésznő Audrey Tindall-t alakította, aki a My Roanoke Nightmare című dokumentumfilm sorozatban játszotta Shelby Miller karakterét.

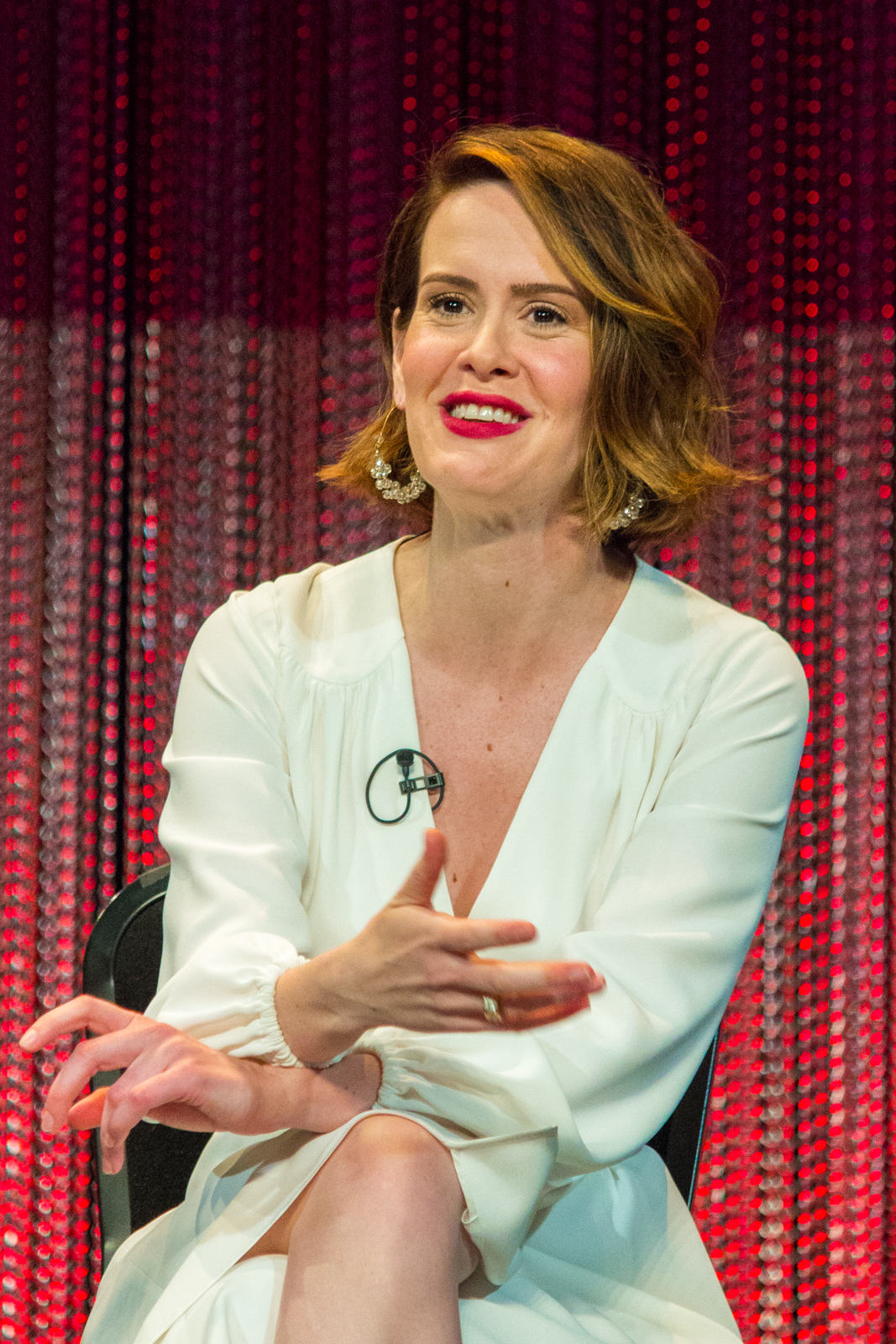
Sarah Paulson a 2014-es PaleyFest rendezvényen, melyen az Amerikai Horror Story: Boszorkányok című évadról beszélt

Paulson több sikeres filmben is szerepelt: 2012-ben Mary Lee-t alakította a Mud című filmben, 2013-ban Mary Epps karakterébe bújt a 12 év rabszolgaság című sikerfilmben. 2015-ben Abby Gerhardként szerepelt a Carol című romantikus drámában.
Színházi alakításai közt kiemelendő a 2005-ös Laura Wingfield szerepe Tennessee Williams The Glass Menagerie című darabjában, ahol Jessica Lange, Josh Lucas és Christian Slater mellett játszott. 2010-ben Linda Lavin mellett játszott Donald Margulies Collected Stories című színművében. 2013-ban Lanford Wilson darabjában, a Talley's Folly-ban tűnt fel Danny Burstein mellett.
2016 júniusában a Human Rights Campaign kiadott egy videót a 2016-os orlandói terrortámadás áldozatainak emlékére. A kisfilmben többek közt Paulson mesélte el a meggyilkolt emberek történeteit.
2016-ban főszerepet kapott az igaz történeteken alapuló American Crime Story című antológia sorozatban. Első, Az O. J. Simpson-ügy című évadában az ügyész Marcia Clark-ot alakította. Teljesítményéért sok kritikus elismerését kiérdemelte, valamint számos szakmai díjjal is gazdagodott, köztük egy Emmy-díjjal és egy Golden Globe-díjjal „a legjobb női főszereplő minisorozatban” kategóriában. 2016-ban bejelentették, hogy Cate Blanchett, Sandra Bullock, Anne Hathaway, Mindy Kaling, Awkwafina és Rihanna mellett Paulson is szerepet kapott az Ocean’s 8 – Az évszázad átverése (2018) című sikerfilmben, amely világszerte közel 300 millió dolláros bevételt termelt. 2017-ben Geraldine Paige-t alakította a Viszály című drámasorozatban.
2018-ban Shannon szerepében tűnt fel a Netflix Madarak a dobozban című horrorfilmjében.

## Filmográfia

### Film
| Év   | Magyar cím                       | Eredeti cím                         | Szerep            | Magyar hang         |
| ---- | -------------------------------- | ----------------------------------- | ----------------- | ------------------- |
| 1997 |                                  | Levitation                          | Acey Rawlin       |                     |
| 1999 | Carla új élete                   | The Other Sister                    | Heather Tate      | Mics Ildikó         |
| 1999 | Botcsinálta túsz                 | Held Up                             | Mary              | Majsai-Nyilas Tünde |
| 2000 | Mi kell a nőnek?                 | What Women Want                     | Annie             | Oroszlán Szonja     |
| 2002 |                                  | Bug                                 | Eilleen           |                     |
| 2003 | Pokolba a szerelemmel            | Down with Love                      | Vikki Hiller      | Horváth Lili        |
| 2005 |                                  | Swimmers                            | Merrill           |                     |
| 2005 | Serenity                         | Serenity                            | Dr. Caron         | Kerekes Andrea      |
| 2005 | Az első szexikon                 | The Notorious Bettie Page           | Bunny Yeager      |                     |
| 2006 | Változó vizeken                  | Diggers                             | Julie             | Hámori Eszter       |
| 2006 | Griffin és Phoenix               | Griffin and Phoenix                 | Peri              | Nagy Rita           |
| 2008 | Spirit – A sikító város          | The Spirit                          | Ellen Dolan       | F. Nagy Erika       |
| 2009 |                                  | Whose Dog is it Anyway? (rövidfilm) | Emma              |                     |
| 2011 | Martha Marcy May Marlene         | Martha Marcy May Marlene            | Lucy              |                     |
| 2011 |                                  | After-School Special (rövidfilm)    | nő                |                     |
| 2011 | Szilveszter éjjel                | New Year's Eve                      | Grace Schwab      |                     |
| 2012 | Mud                              | Mud                                 | Mary Lee          | Kisfalvi Krisztina  |
| 2012 |                                  | Fairhaven                           | Kate              |                     |
| 2012 |                                  | The Time Being                      | Sarah             |                     |
| 2012 |                                  | Stars in Shorts                     | nő                |                     |
| 2013 | 12 év rabszolgaság               | 12 Years a Slave                    | Mary Epps         | Kisfalvi Krisztina  |
| 2014 |                                  | twitterkills (rövidfilm)            | Sarah Pendersen   |                     |
| 2015 | Carol                            | Carol                               | Abby Gerhard      | Vándor Éva          |
| 2015 | A louisianai befutó              | The Runner                          | Kate Haber        | Kisfalvi Krisztina  |
| 2016 |                                  | Blue Jay                            | Amanda            |                     |
| 2017 | Salinger                         | Rebel in the Rye                    | Dorothy Olding    |                     |
| 2017 | A Pentagon titkai                | The Post                            | Tony Bradlee      | Kisfalvi Krisztina  |
| 2018 | Ocean’s 8 – Az évszázad átverése | Ocean's 8                           | Tammy             | Zsigmond Tamara     |
| 2018 | Madarak a dobozban               | Bird Box                            | Jessica Hayes     |                     |
| 2019 | Üveg                             | Glass                               | Dr. Ellie Staple  | Zsigmond Tamara     |
| 2019 | Az Aranypinty                    | The Goldfinch                       | Xandra            | Kisfalvi Krisztina  |
| 2019 | Jetikölyök                       | Abominable                          | Dr. Zara (hangja) | Pálfi Kata          |
| 2020 | Fuss                             | Run                                 | Diane Sherman     | Peller Anna         |
| 2024 | Lélegzet-visszafojtva            | Hold Your Breath                    | Margaret Bellum   |                     |

### Televízió
| Év        | Magyar cím                                 | Eredeti cím                                       | Szerep                                | Megjegyzések                                              |
| --------- | ------------------------------------------ | ------------------------------------------------- | ------------------------------------- | --------------------------------------------------------- |
| 1994      | Esküdt ellenségek                          | Law & Order                                       | Maggie Conner                         | 1 epizód                                                  |
| 1995      |                                            | Friends at Last                                   | Diana                                 | tévéfilm                                                  |
| 1995–1996 |                                            | American Gothic                                   | Merlyn Temple                         | 18 epizód                                                 |
| 1996      |                                            | Shaughnessy                                       | ismeretlen szerep                     | tévéfilm                                                  |
| 1997      |                                            | Cracker                                           | Janice                                | 2 epizód                                                  |
| 1998      | Hosszú az út hazafelé                      | The Long Way Home                                 | Leanne Bossert                        | tévéfilm                                                  |
| 1998      |                                            | Real Life                                         | Lucy                                  | próbaepizód, nem került adásba                            |
| 1999–2001 |                                            | Jack & Jill                                       | Elisa Cronkite                        | 32 epizód                                                 |
| 2000      |                                            | Metropolis                                        | Audrey                                | eladatlan próbaepizód                                     |
| 2001      | Angyali érintés                            | Touched by an Angel                               | Zoe                                   | 1 epizód                                                  |
| 2002      |                                            | Leap of Faith                                     | Faith Wardwell                        | 6 epizód                                                  |
| 2002      | Háború a háborúról                         | Path to War                                       | Luci Baines Johnson                   | - tévéfilm - magyar hangja: - Csampisz Ildikó             |
| 2004      |                                            | The D.A.                                          | Lisa Patterson                        | 2 epizód                                                  |
| 2004      | Kés/Alatt                                  | Nip/Tuck                                          | Agatha Ripp                           | 1 epizód                                                  |
| 2005      | Deadwood                                   | Deadwood                                          | Miss Isringhausen                     | 9 epizód                                                  |
| 2006      | Csapnivaló menyegző                        | A Christmas Wedding                               | Emily                                 | tévéfilm                                                  |
| 2006–2007 | A színfalak mögött                         | Studio 60 on the Sunset Strip                     | Harriet Hayes                         | 22 epizód                                                 |
| 2007–2011 | Született feleségek                        | Desperate Housewives                              | Lydia Lindquist                       | 2 epizód                                                  |
| 2008      |                                            | Pretty/Handsome                                   | Corky Fromme                          | tévéfilm                                                  |
| 2009      | A szerelem nyilasa                         | Cupid                                             | Claire McCrae                         | 7 epizód                                                  |
| 2010      | Esküdt ellenségek: Különleges ügyosztály   | Law & Order: Special Victims Unit                 | Anne Gillette                         | 1 epizód                                                  |
| 2010      | A Grace klinika                            | Grey's Anatomy                                    | Dr. Ellis Grey                        | 1 epizód                                                  |
| 2010      |                                            | November Christmas                                | Beth Marks                            | tévéfilm                                                  |
| 2011      |                                            | Untitled Kari Lizer Project                       | Mary Leahy                            | tévéfilm                                                  |
| 2011      | Amerikai Horror Story: A gyilkos ház       | American Horror Story: Murder House               | Billie Dean Howard                    | - 3 epizód - magyar hangja: - Peller Anna                 |
| 2012      | Versenyben az elnökségért                  | Game Change                                       | Nicolle Wallace                       | tévéfilm                                                  |
| 2012–2013 | Amerikai Horror Story: Zártosztály         | American Horror Story: Asylum                     | Lana Winters                          | - 13 epizód - magyar hangja: - Peller Anna                |
| 2013–2014 | Amerikai Horror Story: Boszorkányok        | American Horror Story: Coven                      | Cordelia Foxx                         | - 13 epizód - magyar hangja: - Peller Anna                |
| 2014–2015 | Amerikai Horror Story: Rémségek cirkusza   | American Horror Story: Freak Show                 | Bette és Dot Tattler                  | 12 epizód                                                 |
| 2015–2016 | Amerikai Horror Story: Hotel               | American Horror Story: Hotel                      | Sally McKenna                         | 9 epizód                                                  |
| 2016      | Amerikai Horror Story: Hotel               | American Horror Story: Hotel                      | Billie Dean Howard                    | 1 epizód                                                  |
| 2016      | American Crime Story: Az O. J. Simpson-ügy | The People v. O. J. Simpson: American Crime Story | Marcia Clark                          | 10 epizód                                                 |
| 2016      | Amerikai Horror Story: Roanoke             | American Horror Story: Roanoke                    | Shelby Miller                         | 5 epizód                                                  |
| 2016      | Amerikai Horror Story: Roanoke             | American Horror Story: Roanoke                    | Audrey Tindall                        | 5 epizód                                                  |
| 2016      | Amerikai Horror Story: Roanoke             | American Horror Story: Roanoke                    | Lana Winters                          | 1 epizód                                                  |
| 2017      | Viszály                                    | Feud: Bette and Joan                              | Geraldine Page                        | 1 epizód                                                  |
| 2017      | Amerikai Horror Story: Szekta              | American Horror Story: Cult                       | Ally Mayfair-Richards                 | 11 epizód                                                 |
| 2017      | Amerikai Horror Story: Szekta              | American Horror Story: Cult                       | Susan Atkins                          | 1 epizód                                                  |
| 2018      | Amerikai Horror Story: Apokalipszis        | American Horror Story: Apocalypse                 | Cordelia Goode                        | 7 epizód                                                  |
| 2018      | Amerikai Horror Story: Apokalipszis        | American Horror Story: Apocalypse                 | Wilhemina Venable                     | 7 epizód                                                  |
| 2018      | Amerikai Horror Story: Apokalipszis        | American Horror Story: Apocalypse                 | Billie Dean Howard                    | 1 epizód                                                  |
| 2019      | Family Guy                                 | Family Guy                                        | önmaga (hangja)                       | 1 epizód                                                  |
| 2020      | Mrs. America                               | Mrs. America                                      | Alice Macray                          | - minisorozat (9 epizód) - magyar hangja: - Solecki Janka |
| 2020      |                                            | Coastal Elites                                    | Clarissa Montgomery                   | tévéfilm                                                  |
| 2020      | Ratched                                    | Ratched                                           | Mildred Ratched nővér                 | főszereplő és vezető producer                             |
| 2021      | Amerikai Horror Story: Két történet        | American Horror Story: Double Feature             | Tuberculosis Karen / Mamie Eisenhower | főszereplő és vezető producer                             |
| 2021      |                                            | Impeachment: American Crime Story                 | Linda Tripp                           | főszereplő és vezető producer                             |
| 2023      | Saturday Night Live                        | Saturday Night Live                               | Ms. Jenny                             | 1 epizód                                                  |
| 2023      | A mackó                                    | The Bear                                          | Michelle Berzatto                     | 1 epizód                                                  |
| 2024      | Mr. és Mrs. Smith                          | Mr. & Mrs. Smith                                  | terapeuta                             | 1 epizód                                                  |

## Magánélete
Sarah Paulson nyíltan vállalja másságát. 2004-től a Broadway-beli partnerével, Cherry Jones-al alkotott egy párt. Kapcsolatuk öt évig tartott, 2009-ben szakítottak. 2013-ban egy interjúban elárulta, hogy férfiakkal csakis Jones előtt találkozgatott, valamint hogy a pár 2009-es különválása óta nem volt semmilyen kapcsolata. 2015 decemberében került nyilvánosságra, hogy Paulson és Holland Taylor hivatalosan is egy párt alkotnak. 25 éves korában Paulsont melanómával diagnosztizálták, azonban egy sikeres beavatkozás során az anyajegyet eltávolították, mielőtt a rák elterjedt volna szervezetében.
Az egyik legközelibb barátja a szintén színésznő Amanda Peet, akivel még a Jack & Jill forgatásán ismerkedett meg.

## Díjak és elismerések
| Év   | Jelölt alkotás                             | Kategória                                                              | Eredmény | Eredmény |
| ---- | ------------------------------------------ | ---------------------------------------------------------------------- | -------- | -------- |
| 2007 | A színfalak mögött                         | legjobb női mellékszereplő sorozatban, minisorozatban vagy tévéfilmben | Jelölve  | [ 26 ]   |
| 2013 | Versenyben az elnökségért                  | legjobb női mellékszereplő sorozatban, minisorozatban vagy tévéfilmben | Jelölve  | [ 27 ]   |
| 2017 | American Crime Story: Az O. J. Simpson-ügy | legjobb női főszereplő minisorozatban vagy tévéfilmben                 | Elnyerte | [ 28 ]   |

| Év   | Jelölt alkotás                             | Kategória                                              | Eredmény | Eredmény |
| ---- | ------------------------------------------ | ------------------------------------------------------ | -------- | -------- |
| 2012 | Versenyben az elnökségért                  | legjobb női mellékszereplő minisorozatban vagy filmben | Jelölve  | [ 29 ]   |
| 2013 | Amerikai Horror Story: Zártosztály         | legjobb női mellékszereplő minisorozatban vagy filmben | Jelölve  | [ 30 ]   |
| 2014 | Amerikai Horror Story: Boszorkányok        | legjobb női főszereplő minisorozatban vagy filmben     | Jelölve  | [ 31 ]   |
| 2015 | Amerikai Horror Story: Rémségek cirkusza   | legjobb női mellékszereplő minisorozatban vagy filmben | Jelölve  | [ 32 ]   |
| 2016 | Amerikai Horror Story: Hotel               | legjobb női mellékszereplő minisorozatban vagy filmben | Jelölve  | [ 33 ]   |
| 2016 | American Crime Story: Az O. J. Simpson-ügy | legjobb női főszereplő minisorozatban vagy filmben     | Elnyerte | [ 33 ]   |
| 2018 | Amerikai Horror Story: Szekta              | legjobb női főszereplő minisorozatban vagy filmben     | Jelölve  | [ 34 ]   |

| Év   | Jelölt alkotás                             | Kategória                                                         | Eredmény | Eredmény |
| ---- | ------------------------------------------ | ----------------------------------------------------------------- | -------- | -------- |
| 2014 | 12 év rabszolgaság                         | kimagasló szereplőgárda mozifilmben                               | Jelölve  | [ 35 ]   |
| 2017 | American Crime Story: Az O. J. Simpson-ügy | kimagasló színésznői teljesítmény minisorozatban vagy tévéfilmben | Elnyerte | [ 36 ]   |

| Év   | Jelölt alkotás                     | Kategória                    | Eredmény | Eredmény |
| ---- | ---------------------------------- | ---------------------------- | -------- | -------- |
| 2013 | Amerikai Horror Story: Zártosztály | legjobb televíziós színésznő | Jelölve  | [ 37 ]   |
| 2017 | Amerikai Horror Story: Roanoke     | legjobb televíziós színésznő | Jelölve  | [ 38 ]   |

| Év   | Jelölt alkotás                             | Kategória                                              | Eredmény | Eredmény |
| ---- | ------------------------------------------ | ------------------------------------------------------ | -------- | -------- |
| 2013 | Amerikai Horror Story: Zártosztály         | legjobb női mellékszereplő filmben vagy minisorozatban | Elnyerte | [ 39 ]   |
| 2015 | Amerikai Horror Story: Rémségek cirkusza   | legjobb női mellékszereplő filmben vagy minisorozatban | Elnyerte | [ 40 ]   |
| 2016 | Amerikai Horror Story: Hotel               | legjobb női mellékszereplő filmben vagy minisorozatban | Jelölve  | [ 41 ]   |
| 2017 | American Crime Story: Az O. J. Simpson-ügy | legjobb női főszereplő filmben vagy minisorozatban     | Elnyerte | [ 42 ]   |

## Fordítás
- Ez a szócikk részben vagy egészben  a   Sarah Paulson című angol Wikipédia-szócikk fordításán alapul.  Az eredeti cikk szerkesztőit annak laptörténete sorolja fel. Ez a jelzés csupán a megfogalmazás eredetét és a szerzői jogokat jelzi, nem szolgál a cikkben szereplő információk forrásmegjelöléseként.